# Елк-Пойнт
Елк-Пойнт (англ. Elk Point) — містечко в Канаді, у провінції Альберта, у складі муніципального району Сент-Пол № 19.

## Населення
За даними перепису 2016 року, містечко нараховувало 1452 особи, показавши зростання на 2,8%, порівняно з 2011-м роком. Середня густина населення становила 295,5 осіб/км².
З офіційних мов обидвома одночасно володіли 65 жителів, тільки англійською — 1 355, а 5 — жодною з них. Усього 160 осіб вважали рідною мовою не одну з офіційних, з них 10 — одну з корінних мов, а 40 — українську.
Працездатне населення становило 825 осіб (76% усього населення), рівень безробіття — 11,5% (11,2% серед чоловіків та 10,5% серед жінок). 83,6% осіб були найманими працівниками, а 13,3% — самозайнятими.
Середній дохід на особу становив $60 554 (медіана $42 240), при цьому для чоловіків — $83 264, а для жінок $36 672 (медіани — $62 592 та $30 656 відповідно).
32,7% мешканців мали закінчену шкільну освіту, не мали закінченої шкільної освіти — 22,1%, 44,7% мали післяшкільну освіту, з яких 20,6% мали диплом бакалавра, або вищий.
| Статево-вікова структура населення | Статево-вікова структура населення | Статево-вікова структура населення | Статево-вікова структура населення | Статево-вікова структура населення |
| ---------------------------------- | ---------------------------------- | ---------------------------------- | ---------------------------------- | ---------------------------------- |
|                                    |                                    |                                    |                                    |                                    |
| Всього                             | Всього                             | 50,5%49,5%                         |                                    |                                    |
| 0 — 14 років                       | 0 — 14 років                       |                                    | 19,3%                              | 19,3%                              |
| 15 — 64 років                      | 15 — 64 років                      |                                    | 63,1%                              | 63,1%                              |
| 65 і більше                        | 65 і більше                        |                                    | 17,6%                              | 17,6%                              |
| 85 і більше                        | 85 і більше                        |                                    | 4,1%                               | 4,1%                               |
| 100 і більше                       | 100 і більше                       |                                    | 0,3%                               | 0,3%                               |
| Середній вік (років)               | Середній вік (років)               | 38,641,3                           | 39,9                               | 39,9                               |
| Медіана (років)                    | Медіана (років)                    | 37,638,9                           | 38,2                               | 38,2                               |
| — чоловіки — жінки                 |                                    |                                    |                                    |                                    |

| Походження мешканців:     | Походження мешканців:     | Походження мешканців: | Походження мешканців: | Походження мешканців: |
| ------------------------- | ------------------------- | --------------------- | --------------------- | --------------------- |
| Походження                |                           |                       | осіб                  | %                     |
| Корінні американці        | Корінні американці        |                       | 225                   | 15.5%                 |
| Інше північноамериканське | Інше північноамериканське |                       | 430                   | 29.61%                |
| Європейське               | Європейське               |                       | 915                   | 63.02%                |
| британське                | британське                |                       | 490                   | 33.75%                |
| французьке                | французьке                |                       | 180                   | 12.4%                 |
| українське                | українське                |                       | 305                   | 21.01%                |
| Африканське               | Африканське               |                       | 35                    | 2.41%                 |
| Азійське                  | Азійське                  |                       | 145                   | 9.99%                 |

| Зайнятість населення за галузями (за класифікацією NOC): | Зайнятість населення за галузями (за класифікацією NOC): | Зайнятість населення за галузями (за класифікацією NOC): | Зайнятість населення за галузями (за класифікацією NOC): | Зайнятість населення за галузями (за класифікацією NOC): |
| -------------------------------------------------------- | -------------------------------------------------------- | -------------------------------------------------------- | -------------------------------------------------------- | -------------------------------------------------------- |
|                                                          |                                                          |                                                          |                                                          |                                                          |
| Управління                                               | Управління                                               |                                                          | 9,4%                                                     | 9,4%                                                     |
| Бізнес, фінанси та адміністрування                       | Бізнес, фінанси та адміністрування                       |                                                          | 13,8%                                                    | 13,8%                                                    |
| Природничі та прикладні науки                            | Природничі та прикладні науки                            |                                                          | 2,5%                                                     | 2,5%                                                     |
| Охорона здоров'я                                         | Охорона здоров'я                                         |                                                          | 11,9%                                                    | 11,9%                                                    |
| Освіта, правозахист, муніципальні та урядові служби      | Освіта, правозахист, муніципальні та урядові служби      |                                                          | 4,4%                                                     | 4,4%                                                     |
| Мистецтво, культура, відпочинок та спорт                 | Мистецтво, культура, відпочинок та спорт                 |                                                          | 1,3%                                                     | 1,3%                                                     |
| Роздрібна торгівля та послуги                            | Роздрібна торгівля та послуги                            |                                                          | 20,6%                                                    | 20,6%                                                    |
| Гуртова торгівля, транспорт та обладнання                | Гуртова торгівля, транспорт та обладнання                |                                                          | 22,5%                                                    | 22,5%                                                    |
| Природні ресурси, сільське господарство                  | Природні ресурси, сільське господарство                  |                                                          | 9,4%                                                     | 9,4%                                                     |
| Виробництво                                              | Виробництво                                              |                                                          | 5%                                                       | 5%                                                       |

## Клімат
Середня річна температура становить 1,5°C, середня максимальна – 21,2°C, а середня мінімальна – -23°C. Середня річна кількість опадів – 415 мм.
| Клімат поселення                              | Клімат поселення | Клімат поселення | Клімат поселення | Клімат поселення | Клімат поселення | Клімат поселення | Клімат поселення | Клімат поселення | Клімат поселення | Клімат поселення | Клімат поселення | Клімат поселення | Клімат поселення |
| Показник                                      | Січ.             | Лют.             | Бер.             | Квіт.            | Трав.            | Черв.            | Лип.             | Серп.            | Вер.             | Жовт.            | Лист.            | Груд.            |                  |
| Середній максимум, °C                         | −9,63            | −5,98            | 0,28             | 10,24            | 16,85            | 21,19            | 21,01            | 20,14            | 14,45            | 8,44             | −2,36            | −10,19           |                  |
| Середня температура, °C                       | −16,32           | −12,7            | −6,41            | 3,54             | 10,15            | 14,49            | 16,56            | 15,67            | 10,00            | 3,97             | −6,81            | −14,63           |                  |
| Середній мінімум, °C                          | −23,02           | −19,38           | −13,11           | −3,14            | 3,45             | 7,79             | 12,10            | 11,22            | 5,55             | −0,46            | −11,26           | −19,1            |                  |
| Норма опадів, мм                              | 19               | 12               | 18               | 29               | 43               | 70               | 76               | 59               | 35               | 16               | 19               | 19               |                  |
| Середньомісячна швидкість вітру, м/с          | 3.74             | 3.80             | 3.90             | 4.12             | 4.10             | 3.70             | 3.40             | 3.30             | 3.60             | 3.90             | 3.95             | 3.89             |                  |
| Середньомісячна сонячна радіація, кДж/м²·день | 3404             | 7049             | 12291            | 17435            | 20953            | 22157            | 22200            | 18448            | 12398            | 7357             | 3671             | 2457             |                  |
| --------------------------------------------- | ---------------- | ---------------- | ---------------- | ---------------- | ---------------- | ---------------- | ---------------- | ---------------- | ---------------- | ---------------- | ---------------- | ---------------- | ---------------- |
| Джерело:                                      |                  |                  |                  |                  |                  |                  |                  |                  |                  |                  |                  |                  |                  |

## Галерея

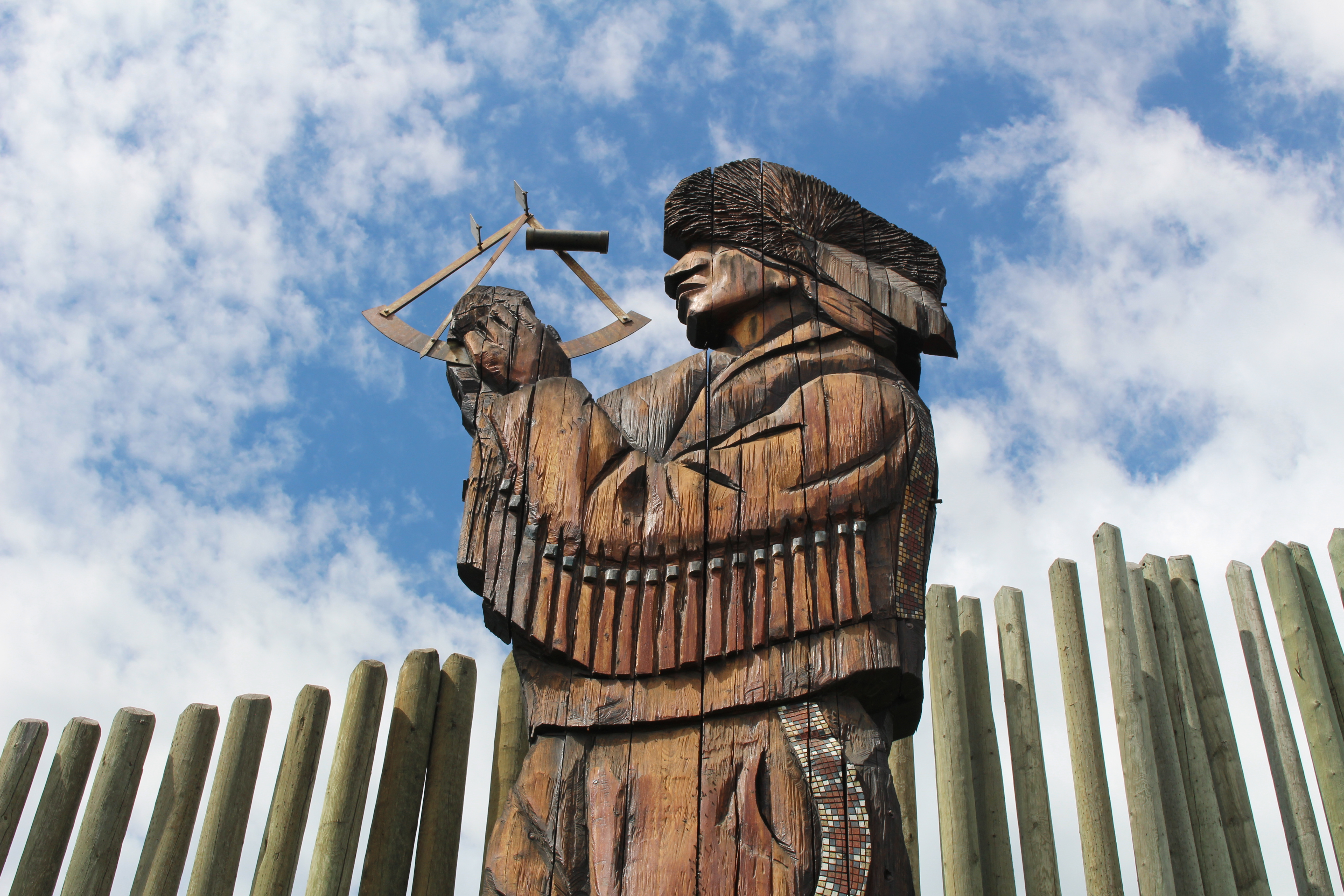
Пам’ятник Пітерові Фідлеру
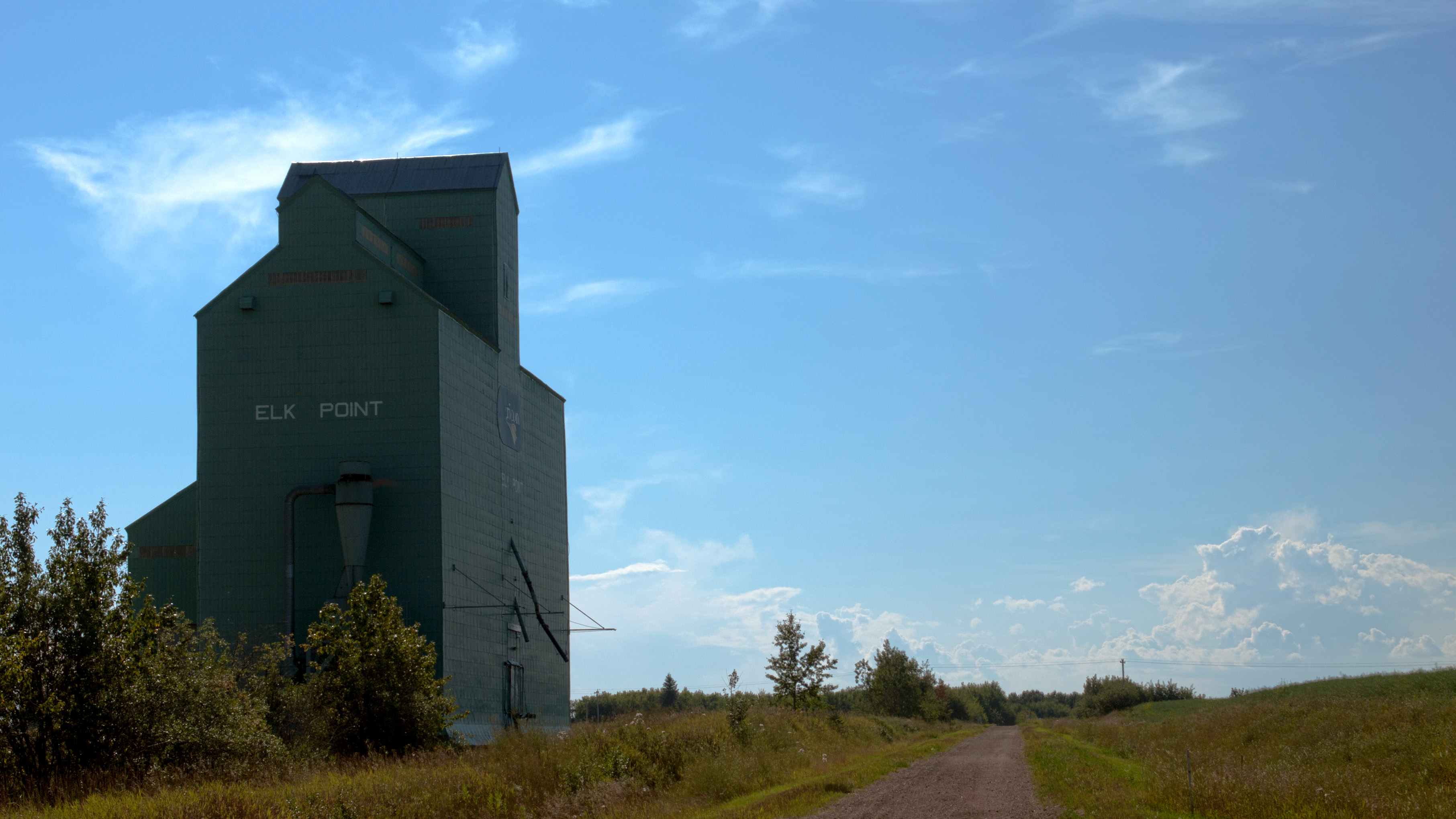
Елеватор
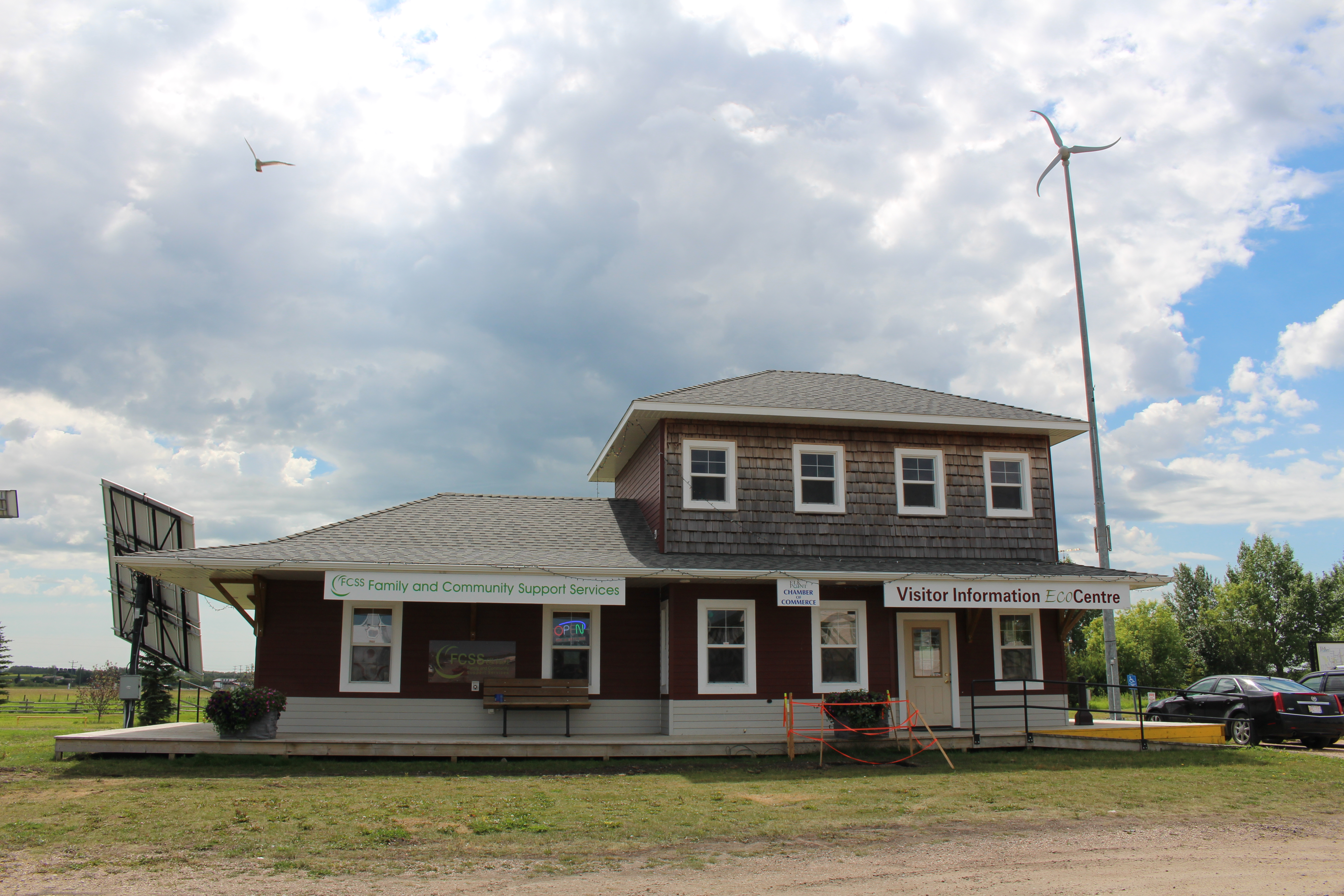
Інформаційний центр для відвідувачів